# Ties Rabe

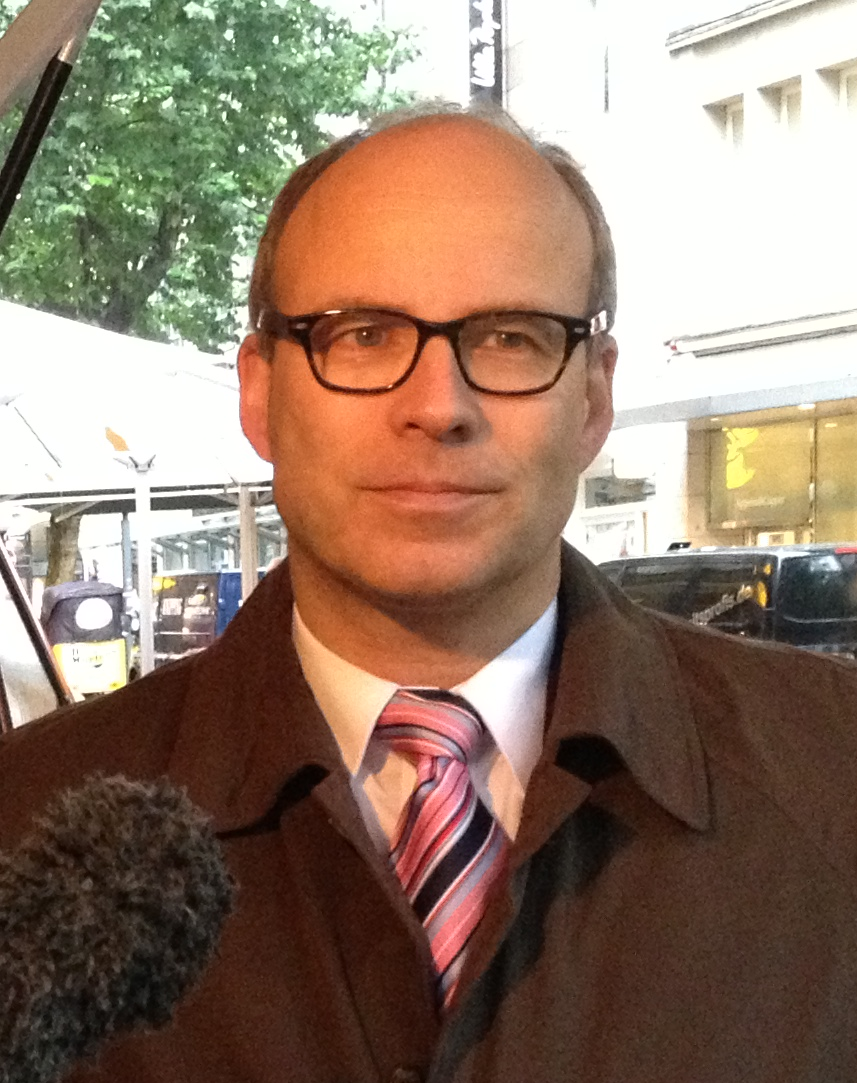
Ties Rabe (2012)

Ties Rabe (* 14. November 1960 in Hamburg) ist ein deutscher Politiker (SPD). Er war von 2011 bis 2024 Hamburger Senator für Schule und Berufsbildung und zuvor von 2008 bis 2011 Mitglied der Hamburgischen Bürgerschaft.

## Leben und Beruf
Nach dem Abitur am Gymnasium Wentorf im Jahr 1979 und seinem Zivildienst im Pflegedienst im Bethesda-Krankenhaus Hamburg-Bergedorf absolvierte Rabe in den Jahren 1981 bis 1987 an der Universität Hamburg ein Lehramtsstudium  für das gymnasiale Lehramt in den Fächern Religion, Deutsch und Geschichte, das er mit dem Ersten Staatsexamen (Notendurchschnitt 1,0) abschloss. Von 1987 bis 1989 absolvierte Ties Rabe das Referendariat in Hamburg, das er 1989 mit dem Zweiten Staatsexamen (Notendurchschnitt 1,0) abschloss.
Aufgrund der damals schlechten Einstellungschancen für Lehrkräfte war für Rabe nach dem Referendariat der Weg in den Schuldienst versperrt. Deshalb wechselte er in den Medienbereich, wo er zunächst als freier Mitarbeiter und von 1990 bis 1991 als Redakteur und Redaktionsleiter des Anzeigenwochenblattes „Bergedorfer Rundschau“ tätig war. Von 1991 bis 2002 übernahm Rabe als Redakteur und Redaktionsleiter die Redaktion des Elbe-Wochenblatt-Verlags, der damals insgesamt sieben Anzeigenwochenblätter in Hamburg herausgab.
In den Jahren 2002 bis 2006 arbeitete Rabe als hauptamtlicher Landesgeschäftsführer der SPD Hamburg. Danach wechselte Ties Rabe in den Schuldienst und arbeitete von 2006 bis zu seiner Ernennung zum Senator der Behörde für Schule und Berufsbildung im Jahr 2011 als Lehrer am Luisen-Gymnasium Bergedorf.
Er ist seit 1983 mit seiner Schulfreundin Katrin Rabe verheiratet und hat drei Kinder sowie fünf Enkelkinder.

## Politische Laufbahn
Ties Rabe trat im Jahr 1991 in die SPD ein. Er war von 2001 bis September 2020 Vorsitzender der SPD Bergedorf und in dieser Funktion zugleich ständiges Mitglied im Landesvorstand der SPD Hamburg. Mit seiner Entlassung als Geschäftsführer der Hamburger SPD begann ein innerparteilicher Streit in der Hamburger SPD, der schließlich 2006 zum so genannten „Stimmenzettelklau“ im Rahmen der Urwahl eines neuen SPD-Landesvorsitzenden sowie zum Rücktritt des gesamten SPD-Landesvorstands im Jahr 2007 führte. Im Frühjahr 2007 wurde er nach einer schweren Krise der Hamburger SPD erneut als Mitglied in den SPD-Landesvorstand gewählt, dem er bis zu seinem offiziellen Ausscheiden im 2020 ohne Unterbrechung angehörte.
Im Februar 2008 konnte Ties Rabe bei der Bürgerschaftswahl über den Wahlkreis Bergedorf erstmals als Abgeordneter in die Hamburgische Bürgerschaft einziehen. Dort war er für seine Fraktion Fachsprecher für die Bereiche Bildung und Schule, Mitglied des Fraktionsvorstandes und Vorsitzender des Schulausschusses der Hamburgischen Bürgerschaft. Zudem war er Mitglied im Schulausschuss und Umweltausschuss. Bei der folgenden Bürgerschaftswahl im Februar 2011 kandidierte Ties Rabe erneut für den Wahlkreis Hamburg-Bergedorf und gewann den Wahlkreis mit dem besten Ergebnis aller Kandidaten. Nachdem die SPD mit ihrem Spitzenkandidaten Olaf Scholz die Bürgerschaftswahl 2011 mit absoluter Mehrheit gewonnen hatte, wurde am 16. März 2011 bekannt, dass Ties Rabe Bildungssenator der Freien und Hansestadt Hamburg werden soll.  Am 23. März 2011 ernannte Bürgermeister Olaf Scholz Rabe zum Senator und Präses der Behörde für Schule und Berufsbildung. Am gleichen Tag wurde Rabe von der Bürgerschaft bestätigt (Senat Scholz I). Entsprechend der Hamburgischen Verfassung ruhte sein Bürgerschaftsmandat während seiner Mitgliedschaft im Senat.
Rabe war im Jahr 2012 Präsident der Kultusministerkonferenz. Ab dem Jahr 2015 war Rabe Koordinator der SPD-regierten Bundesländer (der sogenannten A-Länder) für Bildung und Wissenschaft und kooptiertes Präsidiumsmitglied der Kultusministerkonferenz. Bei den folgenden Bürgerschaftswahlen 2015 und 2020 trat Ties Rabe erneut im Bürgerschaftswahlkreis Hamburg-Bergedorf an und eroberte den Wahlkreis jeweils mit dem besten Stimmenergebnis aller Bergedorfer Kandidaten.
Am 15. Januar 2024 reichte Ties Rabe nach 13 Jahren Amtszeit seinen Rücktritt ein. Für seine Entscheidung gab er gesundheitliche Probleme und private Gründe an. Ihm folgte Ksenija Bekeris nach.

### Schulpolitik
Ties Rabe vertrat die so genannte „empirische Wende“ in der Schulpolitik, die auf regelmäßige Erhebungen von Lernständen setzt. Mehrfach sprach er sich öffentlich dafür aus, in der Schule die Leistung der Schülerinnen und Schüler zu fördern. In der Notengebung setzte er den Hamburger Kurs mit regelmäßigen Noten erst ab Klasse 4 fort, reformierte aber die Zeugnisse in den Grundschulen mit einem einheitlichen, an einem Kompetenzraster orientierten Zeugnis für alle Jahrgangsstufen der Grundschule. Schwerpunkte seiner Schulpolitik waren die Stärkung der Kernfächer, die Entwicklung der Schul- und Unterrichtsqualität, der Ausbau des Ganztags und der Inklusion sowie eine Schulbauoffensive.

#### Aufstieg Hamburgs bei Vergleichsstudien
In Rabes Amtszeit konnte sich das Bundesland Hamburg bei bundesweiten Vergleichsstudien zur schulischen Qualität deutlich verbessern. Aufsehen erregte im Oktober 2022 der „IQB-Bildungstrend“, der die Basiskompetenzen der Viertklässler testete. In der Summe der einzelnen Testbereiche steigerte sich Hamburg von Platz 14 aller Bundesländer in 2011 auf Platz 6 im Jahr 2022. Das gute Abschneiden Hamburgs löste ein bundesweites Echo aus. Bei nachfolgenden Studien – beispielsweise dem IQB-Bildungstrend für Deutsch und Englisch in Klassenstufe 9 – bestätigte sich dieser Trend, hier belegte Hamburg im Vergleich der Bundesländer sogar Platz 4.

#### Qualitätsmanagement
In seiner Amtszeit wurde ein umfassendes Qualitätsmanagement für Hamburgs Schulen aufgebaut. Bausteine sind unabhängige Schulinspektionen, jährliche zentrale Lernstandsuntersuchungen in allen Klassen der Jahrgänge 2, 3, 5, 7, 8 und 9, zentrale Abschlussklausuren in fast allen Schulfächern und Schulabschlüssen sowie die Erfassung von Schuldaten wie Unterrichtsausfall, Personalsituation und Bewirtschaftung der Schulbudgets. Die Ergebnisse und Kennzahlen werden zwei Mal jährlich zwischen der Schulaufsicht (Schulrat) und jeder einzelnen Schulleitung erörtert, um die Entwicklung und Verbesserung der Schulen zu koordinieren.

#### Ganztagsangebote in Hamburg
Rabe reformierte 2012 die Ganztagsangebote. Seitdem haben alle staatlichen Schulen ein kostenloses Ganztagsangebot für alle Schülerinnen und Schüler von 8 bis 16 Uhr. Gegen eine geringe Gebühr können die Eltern zusätzliche Betreuungszeiten am frühen Morgen vor 8 Uhr und am späten Nachmittag nach 16 Uhr sowie Betreuung während der Ferienzeiten buchen. Obwohl die meisten Angebote freiwillig sind, nehmen knapp 90 Prozent aller Grundschulkinder das Angebot in Anspruch. Die personelle Ausstattung der Ganztagsangebote wurde – u. a. auch aufgrund einer Vereinbarung mit einer Volksinitiative – mehrfach verbessert.

#### Inklusion in Hamburg
Ties Rabe reformierte in mehreren Schritten die Inklusion. In Hamburg können seit 2012 die Eltern von Kindern und Jugendlichen mit sonderpädagogischem Förderbedarf frei wählen, ob ihr Kind eine allgemeine oder eine der nach wie vor bestehenden 39 Sonderschulen besucht. In der Folge sank der Anteil von Schülerinnen und Schülern auf Sonderschulen (Exklusionsanteil) von 4,9 Prozent (2008/09) auf 2,8 Prozent (2019/20). Im gleichen Zeitraum ist der Inklusionsanteil, also der Anteil der Schülerinnen und Schüler mit Förderbedarf an Regelschulen, um 50 Prozentpunkte von 14,4 Prozent (2008/09) auf 64,4 Prozent (2019/20) gestiegen. Für die pädagogische Begleitung von Kindern mit sonderpädagogischem Förderbedarf bekommen die allgemeinen Schulen zusätzliche Personalressourcen, um Doppelbesetzungen im Unterricht, Betreuung und Organisation sowie konzeptionelle Arbeit an allgemeinen Schulen zu sichern.

#### Schulbauoffensive
In Zusammenarbeit zwischen der Behörde für Schule und Berufsbildung unter Ties Rabe und der Finanzbehörde unter den Finanzsenatoren Peter Tschentscher und Andreas Dressel wurde der Schulbau in Hamburg reformiert. Als Dienstleister organisiert das öffentliche Unternehmen „Schulbau Hamburg“ Bau, Sanierung und Betrieb der Schulen, finanziert wird der Schulbau über ein Sondervermögen. Dieser neue Rahmen ermöglichte in Hamburg seit 2012 eine Schulbauoffensive, die dank einer erheblichen Steigerung der Mittel von rund 150 Mio. Euro pro Jahr (Jahre 2000 bis 2010) auf 350 bis 400 Mio. Euro pro Jahr (Jahre 2013 bis 2023) einen umfangreichen Ausbau und eine qualitative Verbesserung der Schulgebäude ermöglichte. In diesem Zusammenhang werden alle schulischen Neubauten nach Wärmestandard EH40 gebaut.